# Acalypha muelleriana
Acalypha muelleriana är en törelväxtart som beskrevs av Ignatz Urban. Acalypha muelleriana ingår i släktet akalyfor, och familjen törelväxter. Inga underarter finns listade i Catalogue of Life.